# Bruitage
Pour l’article homonyme, voir Méthode du bruitage.
Le bruitage est la fourniture d’éléments sonores, apparentés aux bruits et aux ambiances sonores, après le tournage et le montage de l'image d'un film, destinés à la confection des bandes sonores avant l’opération du mixage, ou à la confection des versions doublées de films étrangers. La personne chargée de produire ces sons exerce le métier du cinéma appelé bruiteur.

## Définition
Le bruitage est une des étapes de la fabrication d'un film. Il se réalise en postproduction et, en général, pendant ou après le montage définitif de l'image, dans des auditoriums équipés spécialement pour cet usage. Le bruiteur recrée des sons à partir d'objets hétéroclites qu'il possède et accumule, ainsi qu'avec son corps (frottements d’habits, bruits de pas, coups, etc). Il peut aussi créer de toutes pièces des effets sonores originaux, c’est alors le domaine du design sonore qui concerne aussi le théâtre.

## Historique

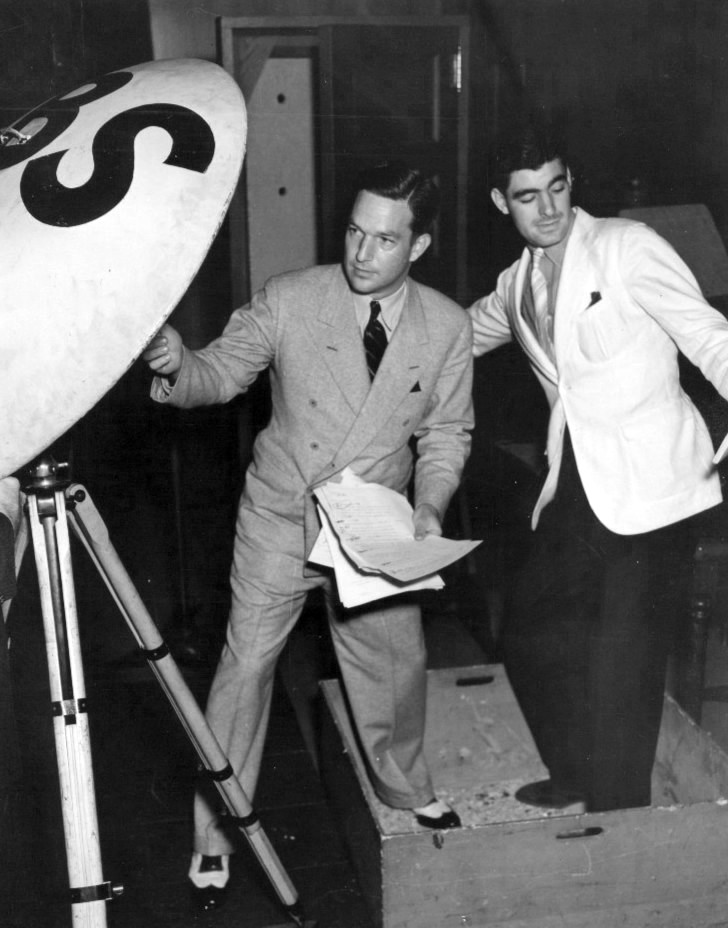
Équipe de bruiteurs du programme radio Gang Busters (1937)

Les bruitages au cinéma sont apparus dès les premiers films. En 1892, le Français Émile Reynaud, inventeur du dessin animé et initiateur des premières projections d’images animées sur grand écran, innove également en comprenant qu’une musique d’accompagnement est indispensable pour une présentation devant un public assemblé. Il fait composer par un pianiste, Gaston Paulin, ce qui ne s’appelle pas encore de la musique de film mais qui en est bel et bien une, des partitions écrites pour chacune de ses pantomimes lumineuses dont la durée varie de 90 secondes à 5 minutes chacune. Il prévoit aussi quelques bruits dont le déclenchement est effectué par des onglets fixés le long de la bande image peinte directement sur la pellicule.
Dans les trente premières années du cinéma (1891-1926), les projections de films sont loin d’être silencieuses. Il y a d’abord la voix forte d’un bonimenteur « qui émaille chaque projection de commentaires, soit dramatiques soit amusants, inventant et jouant des dialogues, changeant de voix selon qu’il s’agit d’un homme, d’une femme ou d’un enfant. Très tôt, les vendeurs de films livrent avec la pellicule un guide qui permet à l’exploitant de la salle de prévoir les accessoires nécessaires à un bruitage efficace et donnent des indications quant aux commentaires et aux dialogues, pour tenter d’imposer un fil conducteur et de canaliser la verve des bonimenteurs. » Il y a aussi un ou plusieurs instrumentistes qui s’activent sous l’écran (violoniste, pianiste, organiste…), improvisant des pots-pourris renforçant les actions rythmées ou les situations amoureuses. Un autre comparse, caché derrière l’écran, actionne diverses machines à bruit pour souligner les actions « selon des techniques éprouvées, des noix de coco pour les sabots des chevaux, des grelots pour les calèches, une tôle de fer pour l’orage, une planchette articulée pour les coups de feu, un ventilateur armé d’un carton frottant sur les pales pour les moteurs de voiture. ».
En revanche, l’apparition du cinéma sonore ne favorise pas l’usage des sons au cours du spectacle. Le son optique est pauvre en qualité dans ses débuts, simplissime dans sa forme, et le mixage pratiquement impossible car l’accumulation de copie de copie fait apparaître un fort bruit de fond. La musique, plus facile à installer par rapport à la dramaturgie car elle ne demande pas un synchronisme parfait, est privilégiée par rapport aux bruits et les recouvre souvent presque entièrement. Citons l’explication provocatrice du compositeur Igor Stravinsky à propos de la musique de film, la comparant au papier peint qui recouvrait son salon : « elle est là pour enjamber les trous sonores. ».

### Développement
En 1928, Jack Foley propose d'insérer les bruitages directement dans la bande son du film. Il double les films Melody of Love, Show Boat. Il est crédité walker, c'est-à-dire « marcheur » car il double les bruits de pas. Il développe la technique, ajoute des sons, tels que secouer des clés pour faire les bruits d'armée en déplacement. Il laisse son nom à la technique des bruiteurs, nommés aujourd'hui le Foley Art.

## Types de bruitages
Le travail du bruiteur est exigé dans plusieurs configurations du son des films.

### Sonorisation originale des films
En amont de son exploitation sur le marché international, les producteurs et distributeurs d’un film proposent sur le marché plusieurs versions des bandes sonores.
- La VO (version originale) est destinée à l’exploitation du film dans les pays qui utilisent la même langue que le pays producteur ou dans les pays ou auprès de diffuseurs qui préfèrent entendre les vraies voix des acteurs du film et non celles de comédiens qui les doublent. Pour la réalisation de la bande son originale, des bruitages peuvent être indispensables, notamment en cas de postsynchronisation des dialogues, rendue nécessaire en raison de problèmes d'ambiances sonores parasites lors du tournage (c’est le cas des séquences tournées près d’une cascade ou d’une machine particulièrement bruyante, ou d’une foule « en colère », qui ne permettent, lors de la prise de vues, que d’enregistrer un son provisoire appelé « son témoin »). Les dialogues de ces séquences sont postsynchronisés, c’est-à-dire qu’en aval du tournage, les comédiens rejouent le texte lors d’une prise de son effectuée dans le silence d’un studio d'enregistrement. L’ambiance du lieu a été enregistrée en dehors du tournage image et pourra être dosée en puissance lors du mixage, mais les bruits provoqués par le jeu des comédiens sont absents. Leur confection nécessite l’intervention du bruiteur en dehors de l’enregistrement des voix.
- La VI (version internationale) est destinée à l’exploitation du film dans les pays et les circuits qui présentent les films étrangers doublés en langue locale avec des comédiens de ces pays (version dite VD, en France VF, version française). Pour faciliter la vente et le doublage de ses clients, le pays producteur du film est parfois amené à réaliser une version sonore où sont présentes non seulement la musique et les effets sonores, mais aussi toutes les ambiances sonores et les bruits situés sous les dialogues absents. Ces ambiances et ces bruits sont obtenus par l’usage de bandes de « sons seuls » lors du tournage, et complétées par le travail du bruiteur. S’il n’y a pas de VI complète, le pays acheteur devra engager un bruiteur pour exécuter la version en langue locale.

### Sonorisation originale des jeux vidéo
Le jeu vidéo aussi est un médium audio-visuel nécessitant l'utilisation de bruitage. Si la plupart des jeux utilisent des banques de données de sons ou font appel à des bruiteurs professionnels, certains créateurs, comme Jonathan Blow et son jeu The Witness, ou plus prochainement Animal Crossing: New Horizons, ont décidé d'opter pour des techniques plus audacieuses et ainsi produire le son le plus fidèle possible en allant capturer le bruit de marche du joueur sur différentes surfaces dans des cas réels .

### Doublage des films
Le bruitage est utilisé pour fabriquer la version locale d’un film tourné en langue étrangère. En effet, le remplacement des voix originales par la voix de comédiens du pays diffuseur efface les ambiances sonores qui sont sous ces voix. Il est alors nécessaire de les refaire afin que les dialogues n’émergent pas de « blancs sonores » incongrus. En principe, le film à doubler est accompagné d’une version internationale où figurent musique, effets sonores et certaines ambiances, mais souvent sans les ambiances naturelles enregistrées en même temps que les dialogues des comédiens. Le bruiteur a pour mission de replacer sous les dialogues en langue locale des ambiances ou des bruits équivalents aux endroits où le doublage en a fait disparaître. Le studio d’enregistrement où il opère met ainsi à sa disposition différents sols (ciment, parquet, gravier) qui lui permettent d’accompagner en marchant ou en courant sur place les déplacements du ou des personnages. Différentes portes, fenêtres, serrures, sont présentes qu’il peut utiliser si nécessaire. Les bruiteurs recréent aussi des sons à partir d'objets hétéroclites qu'ils possèdent et accumulent. Ces accessoires sont connus depuis pratiquement les débuts du cinéma, et préexistaient même dans les théâtres depuis plusieurs siècles et au service également des projections de lanterne magique aux XVIIIe siècle et XIXe siècle.